# Aiton (Cluj)
Aiton é uma comuna romena localizada no distrito de Cluj, na região histórica da Transilvânia. A comuna possui uma área de 40.94 km² e sua população era de 1244 habitantes segundo o censo de 2007.